# ピーリー・レイース

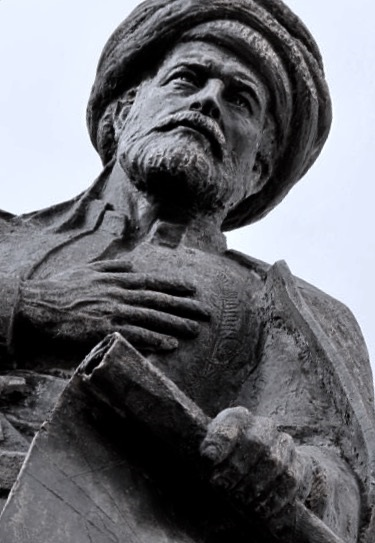
ピーリー・レイースの銅像

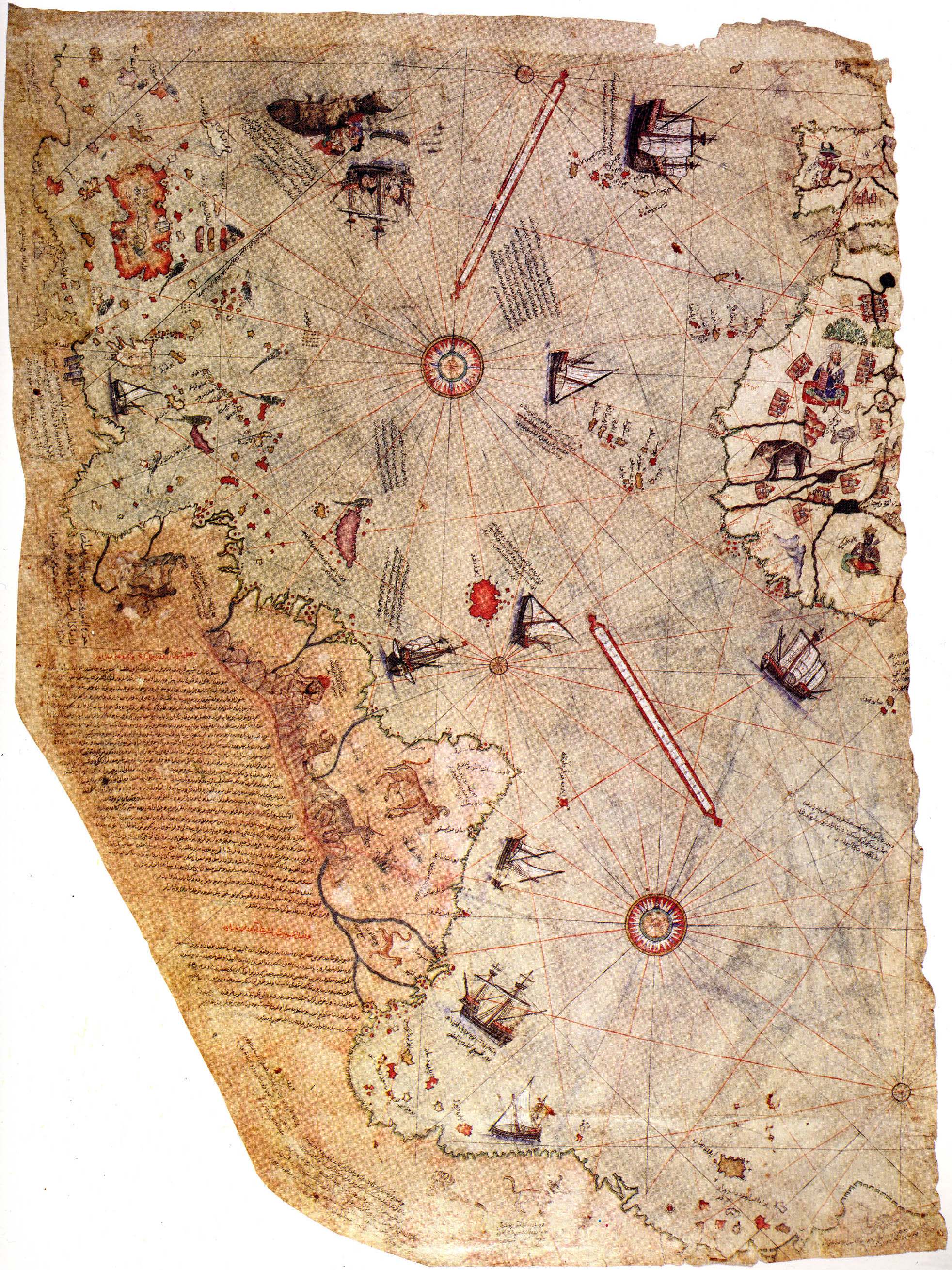
ピーリー・レイースの地図

ピーリー・レイース（Pîrî Reîs、ピリー・レイース、ピリ・レイースとも表記される。「レイース」は「提督」の意。もしくはアフメット・ムヒッディン・ピリ Ahmet Muhiddin Piri, もしくはアフメット・イブニ・エル＝ハジュ・メフメット・エル＝カラマニ Ahmet ibn-i el-Haç Mehmet El Karamani 1465年? - 1554年）は、オスマン帝国海軍の軍人。世界地図、航海案内書の作者として知られ、16世紀のオスマン帝国（トルコ）が到達した海洋知識の到達点を示す。

## 生涯
ダーダネルス海峡に面した港町ゲリボル（ガリポリ）の出身で、本名はアフメト・ムヒッディンという。父ハジ・メフメトの死後、叔父でオスマン帝国艦隊の提督だったケマル・レイースに引き取られ、オスマン帝国海軍の軍人となった。若い頃叔父に従ってスペインに併合されつつあったアンダルスのムスリムを救援するためイベリアに派遣された艦隊に参加したという。
1499年から1502年まで続いたオスマン帝国とヴェネツィア共和国の戦争に参加、シチリア島、コルシカ島、サルデーニャ島、フランス南岸などの海域での作戦に従事し、「船長」を意味するレイースの称号を与えられた。1516年から1517年にはシリア、エジプト海域に出動し、セリム1世のマムルーク朝征服を援護、1522年にはスレイマン1世のロドス島遠征に参加した。バルバロス・ハイレッディンが帝国海軍司令官となると、その麾下の提督として活躍する。
1547年、老練の提督となっていたピーリー・レイースはスレイマン1世によって紅海に駐留するインド洋方面艦隊の司令官に任命され、1551年にアデンを征服、アラビア海、ペルシア湾に出動してマスカット、ホルムズ海峡を攻撃し、ポルトガルの進出を牽制した。しかし、あるときペルシア湾のバスラ沖にポルトガル艦隊が現れたとの報を受け出撃したが、バーレーン近海でガレー船一隻を沈没させたため攻撃を中止しエジプトに帰投したことから戦線放棄の罪に問われ、1554年にスレイマン1世の命によりカイロで処刑された。

## 著書

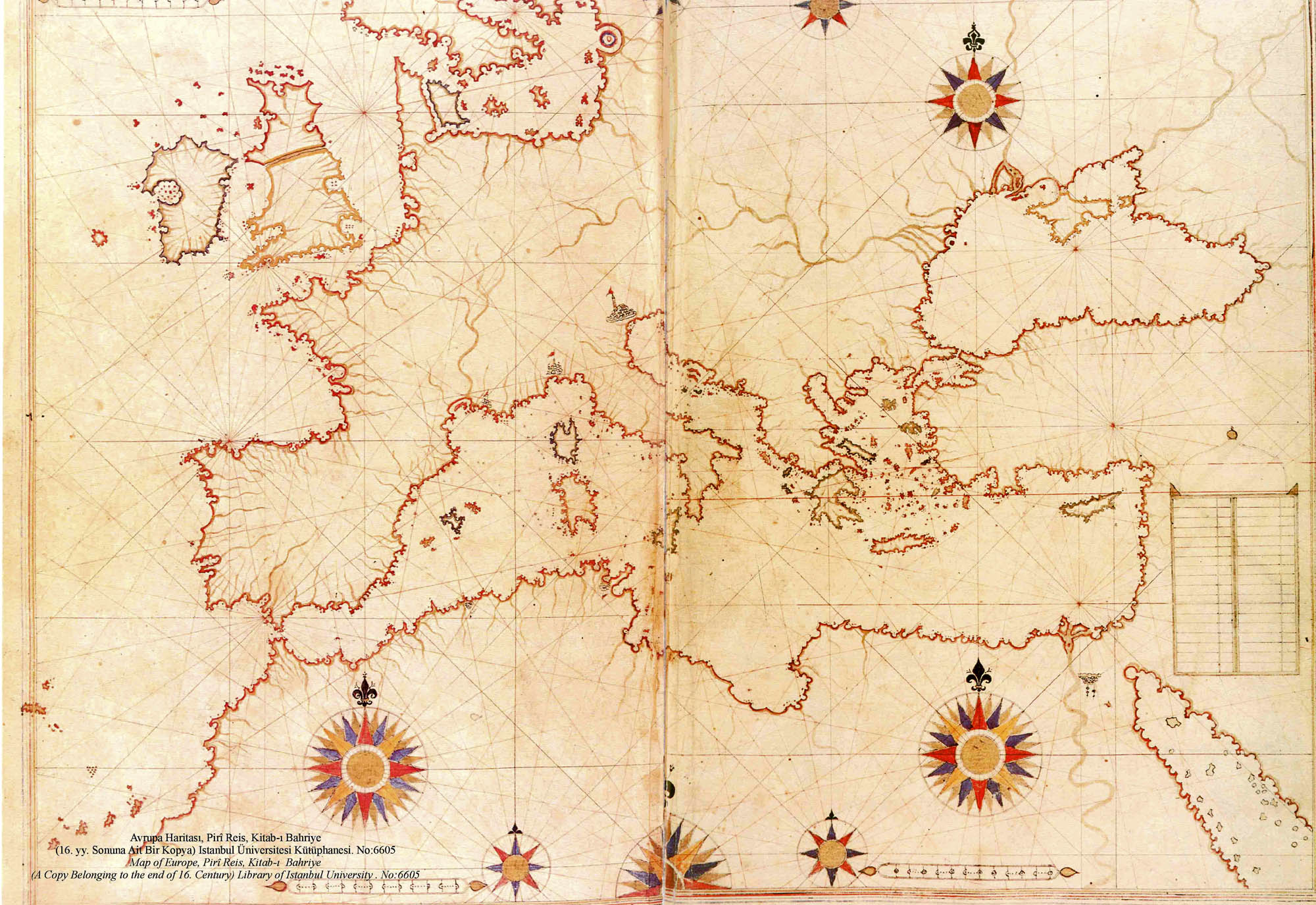
ピーリー・レイースのキターブ・バフリエKitab-ı Bahriyeよりヨーロッパと地中海と北アフリカの地図

ピーリー・レイースは、海軍軍人としての職務のかたわらで詳細な世界地図と航海案内書キターブ・バフリエ (it:Kitab-ı Bahriye) を作成してオスマン皇帝に献呈したことで、艦隊司令官としてよりも、地図作成者として後世に名を残した。世界地図は、それぞれ1513年と1526年の記年をもつ2種類の断簡が現存し、いずれもアメリカ大陸を詳細に描いていることで高い評価を受けている。また、1521年と1526年の記年をもつ2写本が伝存する航海案内書『海洋の書（キターブ・バフリエ）』は、エーゲ海から地中海全域にわたる諸海域について、海域ごとに200図以上の詳細な航海地図と海域の航行法、地誌、歴史情報などを記しており、地理書、歴史書としても高く評価されている。